# Kurtrierisches Amtshaus (Karden)

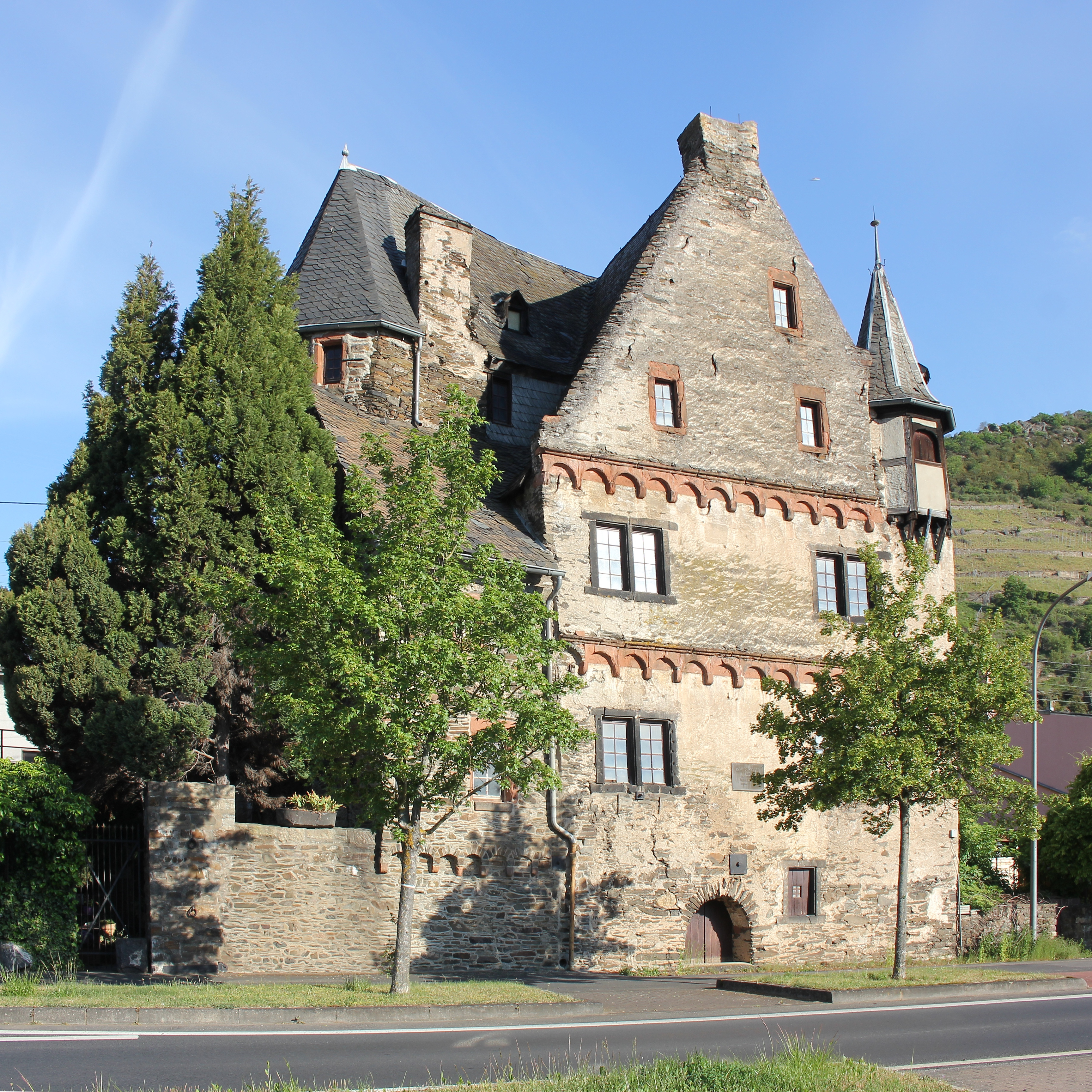
Kurtrierisches Amtshaus

Das ehemalige Kurtrierische Amtshaus in Treis-Karden an der Moselstraße, auch „Altes Burghaus“ genannt, war das Amts- und Wohnhaus des Schultheißen Simon Broy, der es 1562 erbauen ließ. Späterer Eigentümer war die Familie von Eltz. 1843 ist das Gebäude, das mehr und mehr zu zerfallen drohte und 1893 mit staatlichem Zuschuss instand gesetzt wurde, als Posthaus bezeichnet. 

## Architektur
Das Haus ist ein verputzter zweigeschossiger Bruchsteinbau, an der Front 10 m lang, 13,30 m tief, mit hohem Kellergeschoss. Zum Dorf hin bzw. an der Südseite ist ein viergeschossiger Treppenturm angebaut. Aus dem Dach treten an der nördlichen Traufseite zwei Fachwerk-Ecktürmchen mit Holzstützen hervor. Die zur Mosel beziehungsweise nach Osten ausgerichtete Giebelfront mit Kamin ist durch zwei Rundbogenfriese aus rotem Sandstein gegliedert. Die Fenster von Erd- und Obergeschoss sind in Basalt, die Giebelfenster in Sandstein gefasst. 
Der Keller ist in vier Räume mit flachen Tonnengewölben aufgeteilt; seine Außenmauern sind 1,10 m breit. Er ist vom Hof und von der Straße aus zugänglich. Vom ebenfalls aus dem Hof zugänglichen Treppenturm führt eine Tür in den Flur der einstigen Wohnung des Schultheißen. Die Innenwände sind aus Fachwerk. Im Obergeschoss wird vom Treppenturm aus ein durchgehender Saal erreicht, hinter dem durch einen Flur getrennt zwei kleinere Zimmer liegen. Zwischen einem dieser Zimmer und der Küche im Erdgeschoss gibt es eine kleine zusätzliche Treppe. Die Decken werden von Balken getragen.
Ein Anbau zwischen Treppenturm und Moselfront wird in der Literatur als „nachlässig“ und „zum Schaden der Wirkung des Hauses im J. 1750 errichtet“ bewertet. Um ihn anfügen zu können, wurde am Hauptbau die halbe Mauerstärke weggenommen. Ein ursprünglich offen vor dem Haus liegender Brunnen mit einem Durchmesser von 1,40 m ist in den Anbau einbezogen. Hinter dem Treppenturm ist eine Scheune mit Fasskeller angebaut.

## Quelle
- Ernst Wackenroder: Ehemaliges Amts- und Wohnhaus. In: Die Kunstdenkmäler des Landkreises Cochem. Hrsg. Landesamt für Denkmalpflege Rheinland-Pfalz, Deutscher Kunstverlag, Berlin 1984, ISBN 3-422-00561-7, S. 520–524.

Koordinaten: 50° 11′ 1,4″ N, 7° 18′ 9,7″ O